# Hypena sublividalis
Hypena sublividalis är en fjärilsart som beskrevs av Pieter Cornelius Tobias Snellen. Hypena sublividalis ingår i släktet Hypena och familjen nattflyn. Inga underarter finns listade i Catalogue of Life.